# Nemosia
Nemosia là một chi chim trong họ Thraupidae.